# Romāns Lajuks
Romāns Lajuks (* 19. Juni 1964 in Riga) ist ein lettischer Fußballschiedsrichter.
Lajuks ist seit 1993 FIFA-Schiedsrichter. Sein erstes Länderspiel pfiff er am 16. Oktober 2002 mit dem EM-Qualifikationsspiel zwischen Luxemburg und Rumänien. Ab 2003 war er als Schiedsrichter im UEFA-Pokal tätig. Nachdem er 2004 auch erstmals ein Freundschaftsspiel leitete, gab er am 27. Juli 2005 sein Debüt in der Qualifikation zur UEFA Champions League mit dem Spiel zwischen Shelbourne FC und Steaua Bukarest. Lajuks pfiff als Schiedsrichter im gleichen Jahr zudem mehrere Partien im GUS-Pokal in Moskau. Bei der Qualifikation zur Fußball-Weltmeisterschaft 2006 leitete er das Spiel zwischen Irland und Färöer am 13. Oktober 2004, welches 2:0 endete. Bis 2008 war er als Schiedsrichter noch bei diversen Länder-Freundschaftsspielen aktiv. Seit 2008 pfeift er nur noch auf europäischer Ebene in den Vereinswettbewerben.